# Свисспорарена
Свисспорарена (нем. Swissporarena) — многофункциональный стадион в городе Люцерн, Швейцария. Вместимость 16 800 человек. Стадион преимущественно используется для футбольных матчей, являясь домашней ареной для клуба «Люцерн».
Стадион был открыт в 2011 году. Он заменил собой разрушенный стадион Аллменд.
Стадион должен был открыться в начале 2011 года, но из-за ряда проблем в строительстве открытие было отложено.
Первый матч на новом стадион состоялся 31 июля 2011 году, в котором «Люцерн» принимал «Тун», матч закончился со счётом 0:0.
С ноября 2012 года стадион и прилегающая территория обслуживается железнодорожной станцией Люцерн Аллменд/Мессе.